# Dicranocephalus agilis
Espèce
Dicranocephalus agilis est une espèce d'insectes de la famille des Stenocephalidae (sous-ordre des hétéroptères, les punaises).

## Systématique
Le nom valide complet (avec auteur) de ce taxon est Dicranocephalus agilis (Scopoli, 1763).
L'espèce a été initialement classée dans le genre Cimex sous le protonyme Cimex agilis Scopoli, 1763.
Dicranocephalus agilis a pour synonymes :
- Cimex agilis Scopoli, 1763
- Cimex celer Gmelin, 1790
- Cimex geoffroy Petagna, 1787
- Cimex melanochros Gmelin, 1790
- Cimex monilis Geoffroy, 1785
- Cimex multicolor Gmelin, 1790
- Cimex nugax Fabricius, 1781
- Cimex nussax (Fabricius, 1781)
- Cimex quinquepunctatus Goeze, 1778
- Dicranocephalus africanus Stichel, 1959
- Dicranocephalus agilis subsp. litoralis Linnavuori, 1960
- Dicranocephalus moralesi Wagner, 1950
- Dicranocephalus nugax (Fabricius)
- Stenocephalus agilis (Scopoli, 1763)
- Stenocephalus crassicornis Horváth, 1887
- Stenocephalus femoralis Noualhier, 1893
- Stenocephalus femoratus Puton, 1899
- Stenocephalus mexicanus Ashmead, 1886
- Stenocephalus robustus Jakovlev, 1901